# Monika Springl
Monika Springl (* 23. April 1987) ist eine deutsche Skirennläuferin. Sie gewann bisher zwei Europacuprennen, fuhr im Weltcup einmal unter die besten 15 und wurde 2007 Deutsche Meisterin im Super-G.

## Biografie
Springl wuchs in dem Dorf Marktschellenberg auf. Nach ihrer Ausbildung trat sie in den Dienst der Bundespolizei in Bad Endorf. Ab Dezember 2002 nahm sie regelmäßig an den im Alpenraum ausgetragenen FIS-Rennen teil und rückte ein Jahr später in den Europacup-Kader des DSV auf, wo sie sich in der Saison 2005/06 dreimal im Slalom unter den besten zehn platzierte. Schließlich gab sie am 20. Januar 2006 im Super-G in St. Moritz ihr Debüt im Weltcup, bei dem sie jedoch nicht ins Ziel kam. Die nächsten Weltcupeinsätze folgten ein Jahr später in Zauchensee, wo sie zwar ins Ziel kam, aber noch ohne Punkte blieb. Den größten Erfolg auf nationaler Ebene feierte Springl im März 2007, als sie Deutsche Meisterin im Super-G und Vizemeisterin im Riesenslalom wurde. Bei den Juniorenweltmeisterschaften, an denen sie 2004, 2006 und 2007 teilnahm, war ihr bestes Ergebnis ein 12. Platz im Super-G in Altenmarkt 2007. Nachdem Springl zu Beginn der Europacupsaison 2007/08 sechsmal auf das Podest gefahren war und im Slalom von Rovaniemi ihren ersten Sieg feierte, kam sie ab Jahresende öfters im Weltcup zum Einsatz. Weltcuppunkte gewann sie aber nur einmal mit dem guten 13. Platz in ihrem ersten Weltcup-Riesenslalom am 5. Januar 2008 in Špindlerův Mlýn. Im März 2008 folgte der zweite Europacupsieg in der Abfahrt von Haus im Ennstal, womit sie hinter der Schweizerin Lara Gut den zweiten Platz im Gesamteuropacup erzielte.
Wenige Tage vor Beginn der Weltcupsaison 2008/09 zog sich Monika Springl einen Kreuzbandriss im rechten Knie zu. Die Nachwuchsläuferin war am 19. Oktober 2008 beim Training gestürzt. Sie wurde kurz danach operiert und fiel für die komplette Saison aus. Seit November 2009 ist sie wieder bei Wettkämpfen am Start, fand aber nicht zu ihrer alten Form zurück. Weder im Europacup noch in FIS-Rennen fuhr sie im Winter 2009/2010 in die Top 10, im Weltcup kam sie nicht zum Einsatz. In der Saison 2010/2011 gehört sie keinem Kader des Deutschen Skiverbandes mehr an.

## Erfolge

### Juniorenweltmeisterschaften
- Maribor 2004: 53. Abfahrt
- Québec 2006: 7. Kombination, 20. Abfahrt, 23. Slalom, 37. Riesenslalom
- Altenmarkt 2007: 8. Kombination, 12. Super-G, 13. Abfahrt, 21. Slalom, 40. Riesenslalom

### Weltcup
- 1 Platzierung unter den besten 15

### Europacup
- Saison 2007/2008: 2. Gesamtwertung, 3. Riesenslalomwertung, 6. Slalomwertung, 7. Super-G-Wertung, 10. Abfahrtswertung
- 10 Podestplätze, davon 2 Siege:

| Datum             | Ort             | Land       | Disziplin |
| ----------------- | --------------- | ---------- | --------- |
| 27. November 2007 | Rovaniemi       | Finnland   | Slalom    |
| 5. März 2008      | Haus im Ennstal | Österreich | Abfahrt   |

### Weitere Erfolge
- Deutsche Meisterin im Super-G 2007
- 1 Sieg in einer FIS-Super-Kombination